# Husby (Hedemora)
Husby ist ein Ort  in der schwedischen Provinz Dalarnas län und der historischen Provinz Dalarna.
Der seit dem 14. Jahrhundert bekannte Ort gehört zur Gemeinde Hedemora und wird zur Unterscheidung von einer Vielzahl anderer gleichnamiger Ortschaften in Schweden wegen seiner Lage in Dalarna inoffiziell auch als Dala-Husby bezeichnet.
Im Jahr 2010 hatte der Ort 256 Einwohner und galt als Tätort, verlor diesen Status aber danach wegen des zu großen Abstandes in der Wohnbebauung gemäß Tätortsdefinition. Dementsprechend sind seither die Teile zu beiden Seiten des den Ort teilenden Flusses Dalälven als separate Småorter ausgewiesen: einen größeren am linken (nordöstlichen) Flussufer um die Kirche und das Ortszentrum unter anderem mit Schule und Laden, auf Karten auch als Smedby gekennzeichnet, sowie einen etwas kleineren am rechten (südwestlichen) Flussufer um das frühere Krongut Husby kungsgård mit dem etwas von Fluss entfernt gelegenen Ortsteil Koberga.

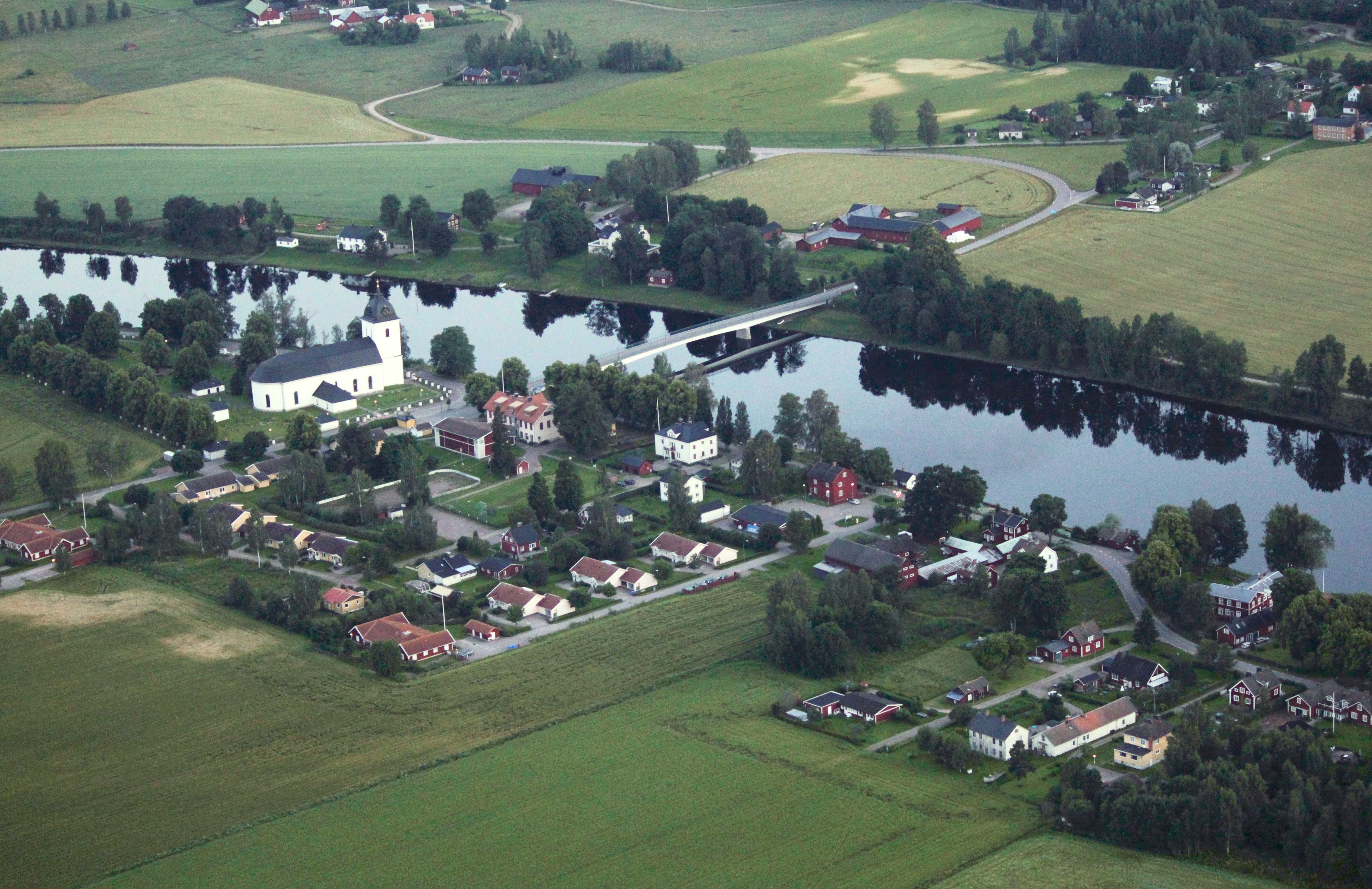
Blick von Norden über Husby mit Kirche, Dalälven und Krongut
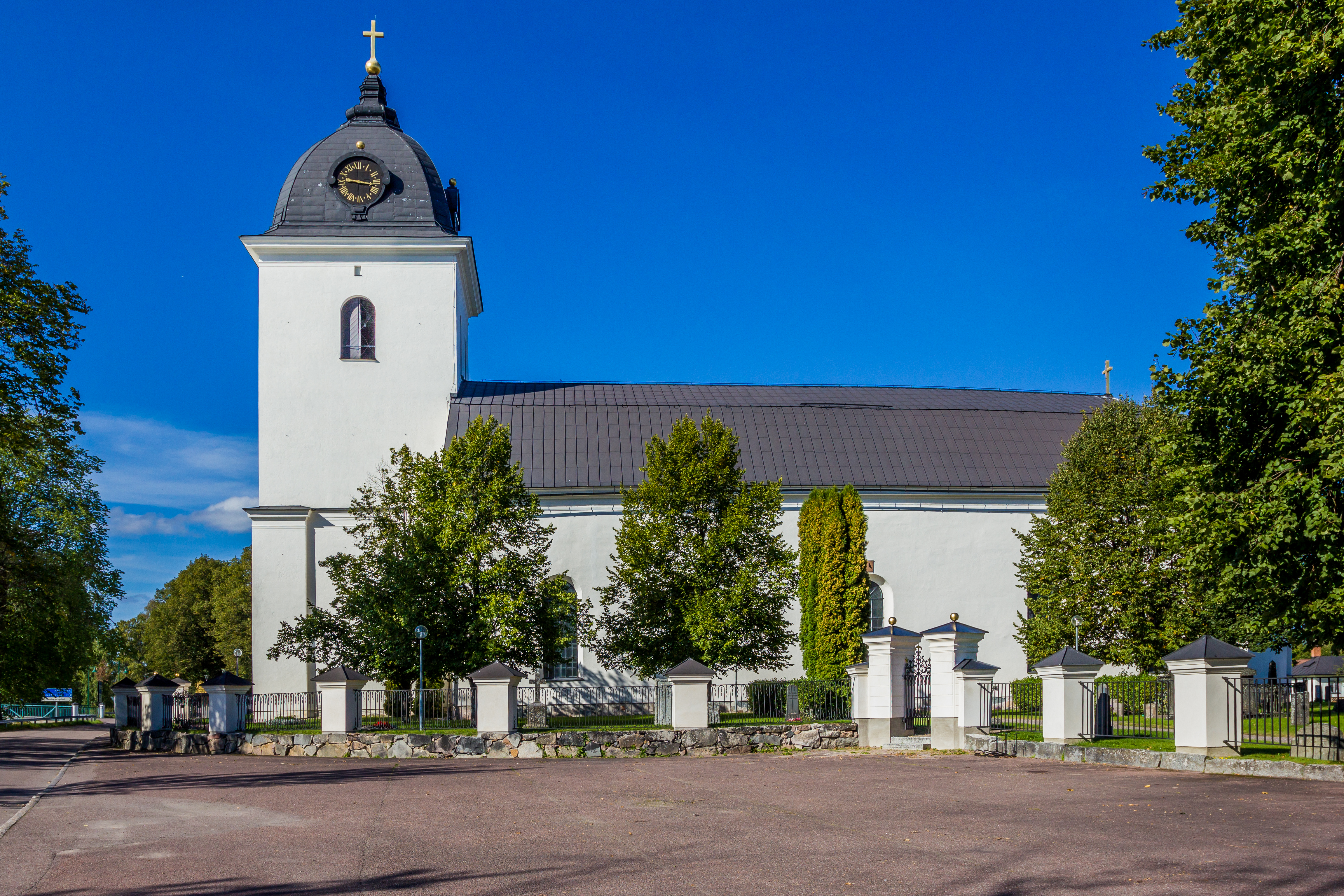
Die Kirche von Husby
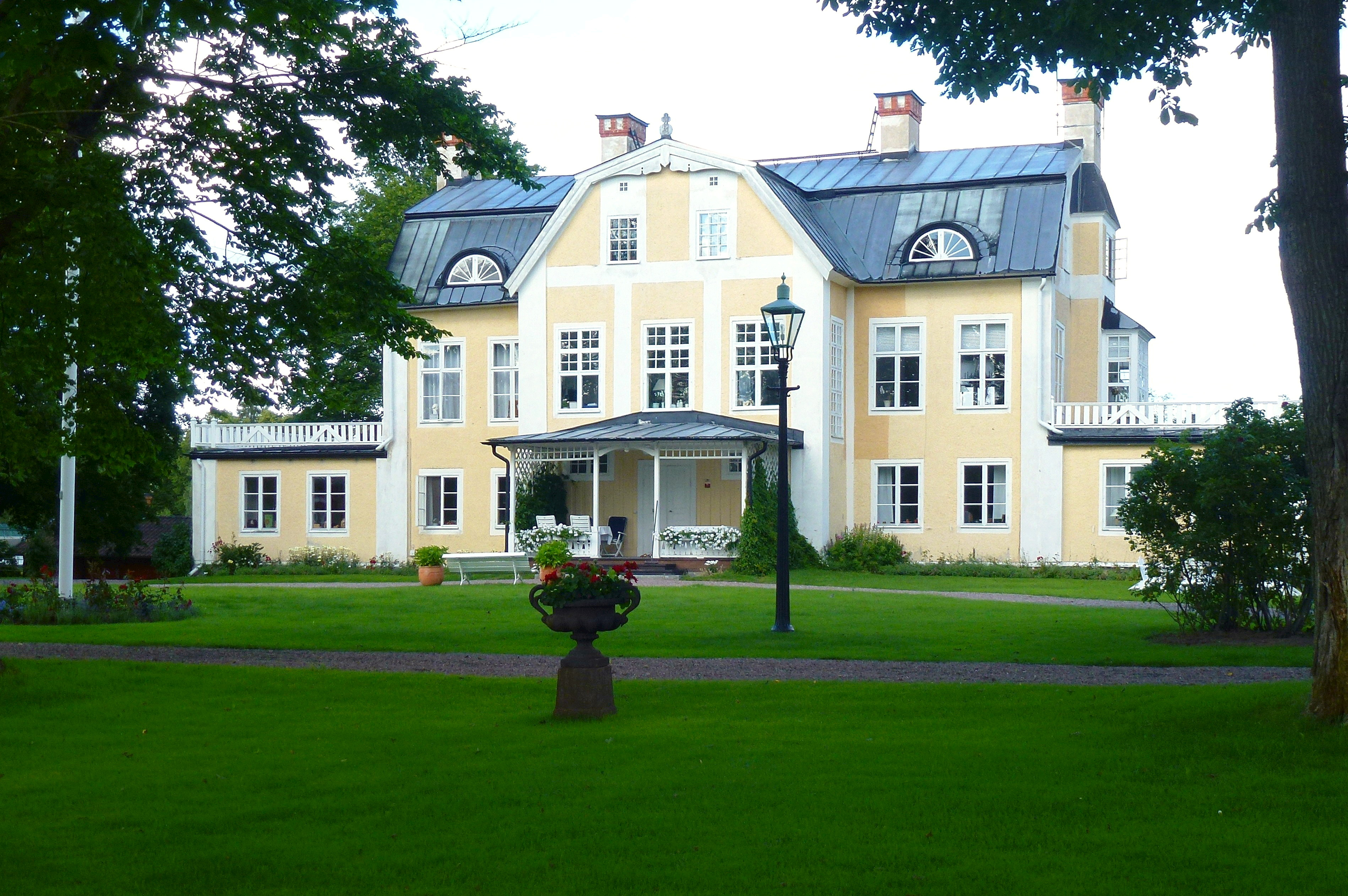
Hauptgebäude des Krongutes Husby